# Ортуньо, Вашингтон
Ва́шингтон Орту́ньо (исп. Washington Ortuño; 13 мая 1928, Монтевидео — 15 сентября 1973, Рио-де-Жанейро) — уругвайский футболист, чемпион мира 1950 года. Играл на позиции левого полузащитника.

## Биография
Выступал за «Пеньяроль», воспитанником которого являлся. Был одним самых талантливых молодых игроков Уругвая в конце 1940-х — начале 1950-х годов. Вместе со своим клубом дважды становился чемпионом Уругвая — в 1949 и 1951 годах. 9 октября 1949 года принял участие в знаменитом матче, которому дали название La Fuga, в котором при счёте 2:0 в пользу «Пеньяроля» у «Насьоналя» удалили двоих игроков (за грубую игру и нападение на арбитра). «Насьональ» отказался выходить на вторую половину матча, игроки «Пеньяроля» совершили круг почёта, означавший чистое чемпионство в том сезоне, а Ортуньо в интервью журналистам сказал:

С девятью, одиннадцатью или двенадцатью соперниками, но мы взяли реванш за 6:0.
Оригинальный текст (исп.)Con nueve, once o doce jugadores nos hubiéramos tomado la revancha del 6 a 0.

Большая часть игроков той легендарной «Машины 1949 года» (La Máquina del 49), «Пеньяроля», составила костяк сборной Уругвая, ставшей чемпионом мира спустя год.
На Мундиале 1950 года 22-летний Ортуньо был включен в заявку сборной Уругвая, но на поле не выходил, однако также стал чемпионом мира.
Завершил карьеру футболиста Ортуньо в 1951 году из-за несчастного случая — аварии. Безуспешно пытался возобновить карьеру в 1954 году.

## Титулы
- Чемпион мира: 1950
- Чемпион Уругвая (2): 1949, 1951